# Ils n'ont que vingt ans
Pour plus de détails, voir Fiche technique et Distribution.
Ils n'ont que vingt ans (A Summer Place) est un film américain réalisé par Delmer Daves, sorti en 1959.

## Synopsis
Ken Jorgenson est devenu millionnaire ; il est marié à Helen, femme au foyer, et a une fille Molly. Ils partent en vacances à Pine Island Ridge où Ken était, vingt ans plus tôt, maître nageur. Il va loger trois semaines chez son ancien propriétaire Bart Hunter, obligé de louer sa grande maison délabrée pour survivre. Bart a un fils de vingt ans prénommé Johnny, qui tombera amoureux de Molly.

## Fiche technique
- Titre : Ils n'ont que vingt ans...
- Titre original : A Summer Place
- Réalisation : Delmer Daves
- Scénario : Delmer Daves d'après une histoire de Sloan Wilson
- Production : Delmer Daves pour Warner Bros.
- Musique : Max Steiner
- Montage : Owen Marks
- Direction artistique : Leo K. Kuter
- Costumes : Howard Shoup
- Photographie : Harry Stradling Sr.
- Pays de production : États-Unis
- Format : Couleur, caméra Sphérique, 35 mm
- Son : mono (RCA Sound Recording)
- Genre : Drame romantique
- Durée : 130 minutes
- Dates de sortie : 
  - États-Unis : 18 novembre 1959
  - France : 8 juin 1960

## Distribution
- Richard Egan : Ken Jorgenson
- Dorothy McGuire : Sylvia Hunter
- Sandra Dee : Molly Jorgenson
- Arthur Kennedy : Bart Hunter
- Troy Donahue : Johnny Hunter
- Constance Ford : Helen Jorgenson
- Beulah Bondi : Mme Emily Hamilton Hamble
- Jack Richardson : Claude Andrews
- Martin Eric : Todd Harper
- Eleanor Audley : Mme Harrington
- Marshall Bradford : Dr Matthias
- Phil Chambers : Shérif
- Peter Constanti : Capitaine du yacht
- Richard Deacon : Prêteur
- Ann Doran : Mme Talbert
- Gertrude Flynn : Mme Carter
- Arthur Space : Avocat de Ken
- Lewis Martin (non crédité) : Docteur

## "Theme fromA Summer Place"
La musique instrumentale de 1960 "Theme from A Summer Place (en)", composée par Max Steiner, a été utilisée dans le film comme thème musical secondaire (et non comme thème principal) pour les scènes mettant en vedette Molly et Johnny. La version utilisée dans le film a été enregistrée par Hugo Winterhalter (en). Il a ensuite été arrangé et enregistré par Percy Faith et interprété par son orchestre. En 1960, la version de Percy Faith atteint la première place du classement Billboard Hot 100 pendant neuf semaines consécutives, un record à l'époque. Le thème a été repris dans des versions instrumentales ou vocales par de nombreux autres artistes, dont The Lettermen, Andy Williams, The Chordettes, Cliff Richard, Julie London, Billy Vaughn, Joanie Sommers (en) et The Ventures. Il a été utilisé dans de nombreux autres films et programmes de télévision. Percy Faith réenregistra le morceau deux fois ; d'abord en 1969, puis en 1976.
- (en) Cet article est partiellement ou en totalité issu de l’article de Wikipédia en anglais intitulé « A_Summer_Place_(film) » (voir la liste des auteurs).

## Distinctions
- 1960 : 3 Laurel Awards pour la musique de Max Steiner, catégorie film dramatique. Arthur Kennedy  et Dorothy McGuire nommés.

## Autour du film
- Le film est basé sur le livre de Sloan Wilson A Summer Place de 1958.
- Le thème du film Theme from A Summer Place (en), composé par Max Steiner, joué par Percy Faith et son orchestre, devient un hit en 1960 et est même davantage connu que le film lui-même.